# Der Archipel Gulag

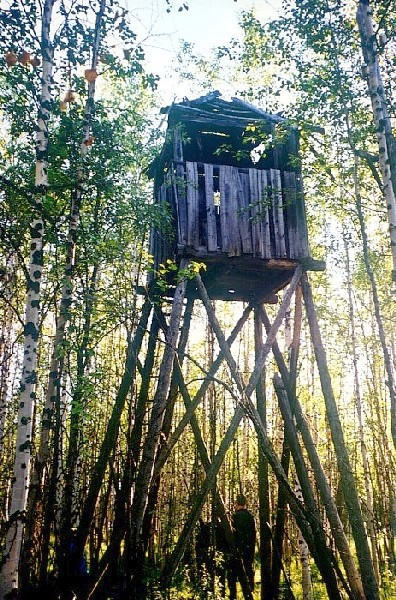
Ein Wachturm des Projekts 503 im Plan Stalins für eine Eisenbahnstrecke durch die Taiga, die den Norden Sibiriens erschließen sollte.
Lage: (nahe dem nördlichen Polarkreis, etwa eine Flugstunde östlich von Turuchansk)

Der Archipel Gulag (Original: russisch Архипелаг ГУЛАГ Archipelag GULAG) ist ein historisch-literarisches Werk des russischen Schriftstellers, Dissidenten und Trägers des Nobelpreises für Literatur Alexander Issajewitsch Solschenizyn. Der am 28. Dezember 1973 in Frankreich erstveröffentlichte Archipel Gulag  gilt als sein Hauptwerk und als eines der einflussreichsten Bücher des 20. Jahrhunderts. Es ist das bekannteste Werk der oft im Untergrund entstandenen und verbreiteten Samisdat-Literatur aus der Stalin- und Chruschtschow-Ära in der Sowjetunion und die bedeutsamste Darstellung und Kritik des Stalinismus innerhalb der Literatur.
GULag oder Gulag ist ein Akronym für die russische Bezeichnung Glawnoje Uprawlenije isprawitelno-trudowych Lagerei (russisch Главное Управление Исправительно-трудовых Лагерей ‚Hauptverwaltung der Umerziehungs- und Arbeitslager‘). Der Titel des Buches bezeichnet das Lagersystem als einen über die ganze Sowjetunion verteilten Archipel, eine abgeschlossene Inselwelt der Unterdrückung und Entmenschlichung. Damit wird auch der Titel des Buches Die Insel Sachalin von Tschechow aufgenommen, in dem dieser Zwangsarbeit und Verbannung im Zarismus beschrieb.

## Publikationsgeschichte
Solschenizyn, von 1945 bis 1953 selbst im Gulag interniert, arbeitete ab April 1958 über zehn Jahre lang am Archipel Gulag, hielt aber seine Veröffentlichung zurück und versteckte das Manuskript. Er schrieb damals am historischen Romanzyklus Das rote Rad, den er als sein wichtigstes Werk ansah. Eine Publikation des Archipel Gulag und die danach mögliche Verhaftung hätten die Arbeit daran unmöglich gemacht, die er erst 1975 abzuschließen gedachte.
Ab September 1965 befand er sich unter ständiger Beobachtung des KGB, nachdem seine geheim gehaltenen Manuskripte zum Roman Der erste Kreis der Hölle und das Theaterstück Republik der Arbeit in dessen Hände gelangt waren.
1970 wurde Solschenizyn der Nobelpreis für Literatur verliehen. Zur Preisverleihung reiste er allerdings nicht nach Stockholm, da er befürchtete, die Staatsführung würde ihm die Wiedereinreise in die Sowjetunion verweigern.
Im August 1973 entdeckte der KGB Teile des Manuskripts zum Archipel Gulag. Dadurch hatte es für Solschenizyn keinen Sinn mehr, das Werk weiterhin geheim zu halten. Der russische Emigrantenverlag YMCA-Press, der über eine Kopie des Manuskriptes verfügte, wurde von ihm angewiesen, das Buch sofort zu drucken. Am 28. Dezember 1973 erschien es in russischer Sprache in Paris. Unter dem Pseudonym Anna Peturnig wurde es von Elisabeth Markstein ins Deutsche übersetzt und erschien wenig später im Scherz Verlag und vielen weiteren westlichen Ländern. In der Sowjetunion durfte es nicht erscheinen.
Das ursprüngliche Buch enthält die Teile I und II (Die Gefängnisindustrie und Ewige Bewegung). Später wurde daraus eine dreibändige Ausgabe, die in sieben Teile gegliedert ist. Band 2 und Band 3 wurden 1975 beziehungsweise 1978 veröffentlicht. 1985 erschien außerdem eine gekürzte, einbändige Gesamtausgabe, die vielen als leichter lesbar gilt.
In Russland erschien es erstmals 1990. Im Jahr 2009 wurde es auf Wunsch Wladimir Putins zur Schullektüre.

## Form
Nach der Veröffentlichung des Kurzromans Ein Tag im Leben des Iwan Denissowitsch, der 1962 in der Sowjetunion erscheinen durfte, fühlten sich viele ehemalige Lagerhäftlinge angesprochen und wollten ihre Erinnerungen mit Solschenizyn teilen. Mehr als zweihundert Personen, die in der Zeit zwischen 1918 und 1956 inhaftiert waren, schrieben ihm oder suchten ein Gespräch. Diese Zeugenaussagen sind die Grundlage von Der Archipel Gulag. Hinzu kommen Solschenizyns eigene Erlebnisse und offizielle öffentliche und geheime Dokumente und Untersuchungen. Solschenizyn schrieb einerseits als treuer Chronist, der die Schicksale der Opfer des Stalinismus getreu wiedergab, andererseits verdichtete er ihre Erlebnisse auch literarisch. Die dichterische Anlage wird in dem Untertitel Versuch einer künstlerischen Bewältigung deutlich. Die Haltung des Zeitzeugen wird in dem Vorspruch betont:
All jenen gewidmet,

die nicht genug Leben hatten,

um dies zu erzählen.

Sie mögen mir verzeihen,

daß ich nicht alles gesehen,

nicht an alles mich erinnert,

nicht alles erraten habe.
Deshalb wirkt der Archipel Gulag teilweise wie ein Sachbuch, wie eine wissenschaftliche Arbeit mit dem dazugehörigen Anhang, wie einem biographischen Namensverzeichnis und einem Verzeichnis der Abkürzungen. Außerdem existieren zahlreiche „Anmerkungen“ in der Fußzeile der Seiten. Auf der anderen Seite ist das Buch ein streckenweise im zynischen Tonfall gehaltenes politisch-literarisches Manifest, ein Pamphlet und eine Anklage der Zustände in Justiz und Lagerwesen der Sowjetunion. Im Kern ist es den Opfern gewidmet, versteht sich als Erinnerung und Würdigung ihres Lebens und Leidens.

## Inhalt
Im Teil I – Die Gefängnisindustrie – schildert Solschenizyn den seit der russischen Oktoberrevolution betriebenen Ausbau und Aufbau der russischen „Gefängnisindustrie“. Er vergleicht die Zustände im Justizapparat der Sowjetunion mit denen der Zarenzeit. Er nennt die Namen von Opfern und Tätern, wobei die „Täter“ oft nur wenige Jahre später selbst zu „Opfern“ des Systems werden und mit der nächsten Verhaftungswelle selbst im Archipel landen. Solschenizyn schreibt, dass oftmals nicht die Straftat (oder der Verdacht) ausschlaggebend für die Verhaftung war, sondern wirtschaftliche Erwägungen und der Bedarf an Arbeitskräften. Haupttäter – daran lässt Solschenizyn keinen Zweifel – ist für ihn Stalin. Freilich ziehe sich eine direkte Linie der von Lenin zu verantwortenden Grausamkeiten der Revolutionszeit bzw. des russischen Bürgerkriegs zu Stalin.
Teil II – Ewige Bewegung – behandelt die „Besiedlung“ des neu geschaffenen Archipels durch die „Häftlingsströme“, die ab 1917 bis in die Entstehungszeit des Buches durch Untersuchungsgefängnisse und landesweite Häftlingstransporte in die Straflager fließen.
In Teil III wird die Arbeit und Ausrottung behandelt. Solschenizyn schildert die Lagerwelt und beschreibt den Weg der Häftlinge von der Einlieferung bis zum Tod durch Mangelernährung, Erschöpfung, Krankheiten oder durch sadistische Bewacher. Er beschreibt die repräsentativen (aber teilweise falsch geplanten oder praktisch nutzlosen) Bauwerke der Stalinzeit und das Leben und Arbeiten der daran beteiligten Häftlinge. Ferner beschreibt Solschenizyn die fein abgestufte Rangfolge unter den Gefangenen. Die kriminellen Häftlinge wurden häufig milder bestraft und im Straflager besser behandelt als die politischen Gegner, weil sie keine „klassenfremden Elemente“ waren. Die politischen Gegner dagegen (oder wen man dafür hielt) galten als Gegner der Arbeiterklasse und als Konterrevolutionäre; sie wurden schikaniert. Solschenizyn schreibt auch über Fluchtversuche, denen allerdings durch die Weite und Unwirtlichkeit des Landes, durch die widrigen Witterungsverhältnisse und durch die Niedergeschlagenheit der Häftlinge enge Grenzen gesetzt waren.
In Teil IV – Seele und Stacheldraht – wagt Solschenizyn einen Blick in das Seelenleben und das Empfinden der Häftlinge. Er schreibt, wie zeitlich festgelegte Gefängnishaft und ungewiss lange andauernde Lagerhaft die Menschen verändert. Im Straflager gab es seiner Meinung nach wenig Möglichkeiten, aufeinander Rücksicht zu nehmen, einander zu helfen oder etwas Positives zu lernen. Denn das Leben im Straflager war so eingerichtet, dass „auf einen Überlebenden ein oder zwei Tote kommen.“ Die Essensrationen wurden z. B. nicht gleichmäßig an alle verteilt, sondern derart, dass mindestens zwei Häftlinge darum kämpfen mussten. Im letzten Kapitel von Teil IV schreibt Solschenizyn über die Auswirkungen des Gefängnissystems auf die in Freiheit lebende Bevölkerung der Sowjetunion. Er beschreibt, wie viele Zeitgenossen Stalins in einem Klima der Angst und des Misstrauens lebten und nur durch List und Tücke überleben konnten und wie manche von ihnen sogar bis zum Verrat getrieben wurden.
In Teil V – Die Katorga kommt wieder – und Teil VI – In der Verbannung – beschreibt Solschenizyn die Psychologie der Gulag-Bewohner und vergleicht deren Schicksal innerhalb der Verbannung mit dem der Inhaftierung in den berüchtigten Gefängnissen „zuhause“.
Teil VII – Nach Stalin – gibt einen kritischen Ausblick auf die Zeit der 1960er Jahre nach Stalin.

## Rezeption
Kurz nach der Veröffentlichung des Archipel Gulag wurde Alexander Solschenizyn am 14. Februar 1974 aus der Sowjetunion ausgewiesen und lebte fortan in Zürich und später 17 Jahre lang im US-Staat Vermont. 1994 kehrte er nach Russland zurück.
Im Westen wurde Der Archipel Gulag als wichtiges politisch-literarisches Zeitzeugnis im Kalten Krieg betrachtet und der Titel namensgebend für die Straflagerregion der Sowjetunion. In den USA und England verstärkte dieser umfassende Bericht die Ablehnung des kommunistischen Systems sowjetischer Prägung und des Kommunismus überhaupt. In der Populärkultur ist das Wort „Gulag“ zu einem Synonym für Verbannung und Vernichtung durch Aussonderung geworden. In der Bundesrepublik Deutschland hingegen waren kritische Haltungen gegenüber der Sowjetunion bereits so verbreitet, dass Solschenizyn sogar von Vertretern der Neuen Linken in Schutz genommen wurde. Dennoch gab es eine lebendige Diskussion über die Inhalte des Werkes. Allerdings wurde die Darstellung der Nazi-Kollaborateure und der Gestapo in Archipel Gulag von linken Intellektuellen wie Friedrich Hitzer heftig kritisiert.
In den romanischen Ländern, insbesondere in Frankreich, wo bedeutende Wissenschaftler, Intellektuelle und Künstler kommunistische Parteien als Mitglieder oder Sympathisanten unterstützt hatten, wandten sich diese vielfach von diesen Parteien und in Frankreich teilweise von den Ideen des Sozialismus ganz ab. Lange vor dem Ende der Sowjetunion wurden durch diese Bewegung die ehemals starken kommunistischen Parteien in Italien, Frankreich und Spanien geschwächt und desillusioniert. Die verbliebenen Kommunisten führten schwere ideologische Kämpfe darum, ob das bis dahin nahezu kritiklos unterstützte Modell Sowjetunion, die Diktatur des Proletariats unter Führung der Kommunistischen Partei als Avantgarde der Arbeiterklasse, weiterhin bedingungslos unterstützt werden sollte. Oder ob der Kommunismus, insbesondere die Vergesellschaftung der Produktionsmittel, unter Erhaltung der Menschenrechte – und damit in Distanz zum Sowjetmodell – angestrebt werden sollte. Diese letztere, „Eurokommunismus“ genannte Bewegung setzte sich in Italien unter dem Parteiführer Enrico Berlinguer durch. Die orthodoxe Richtung konnte in Frankreich und Spanien Fuß fassen, wo die Masse der kommunistischen Wähler, lange vor den unübersehbaren schweren wirtschaftlichen Krisen der kommunistischen Staaten Osteuropas, zu den sozialistischen Parteien abwanderte.
Das Buch wurde auch von einigen konspirativen oppositionellen Verlagen der Bewegung Solidarność in Polen in den 1980er Jahren veröffentlicht.
Die Einnahmen aus Der Archipel Gulag flossen einem von Solschenizyn gegründeten Hilfsfonds zu, mit dessen Mitteln Dissidenten in der UdSSR politische Häftlinge und deren Familien unterstützten. Auch nach 1991 half dieser Fonds ehemaligen Gulag-Häftlingen.
Die archivgestützte wissenschaftliche Erforschung des Stalinismus seit dem Ende des 20. Jahrhunderts, ergänzt Solschenizyns subjektive Quellenarbeit um differenzierende Aspekte wie die Rolle der Lager in der sowjetischen Wirtschaft. Etwa durch die Realisierung großer Infrastrukturprojekte wie den Weißmeer-Ostsee-Kanal, den Ausbau der Transsibirischen Eisenbahn oder die Kohle- und Erdölförderung im Arbeitslager Workuta, sowie die institutionellen Auseinandersetzungen innerhalb des sowjetischen Repressionsapparats.

## Auszeichnung
- Der Archipel Gulag zählt zu den 100 Büchern des Jahrhunderts der französischen Tageszeitung Le Monde.